# Курт Шиллінг

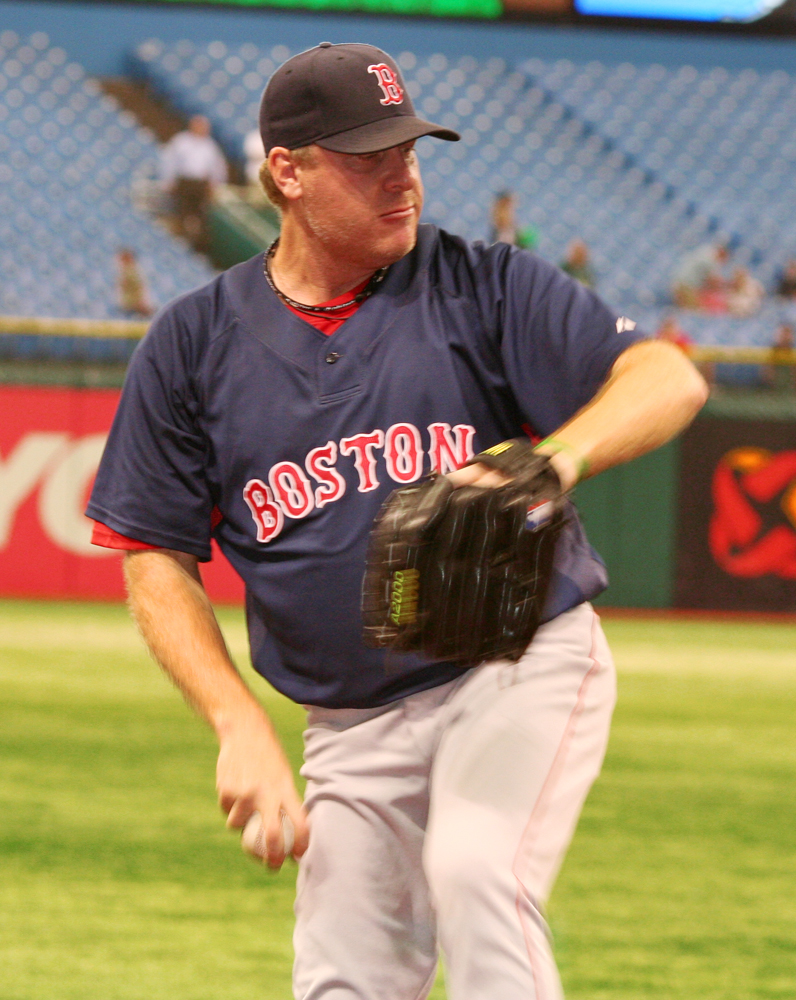
Курт Шиллінг

Кертіс Монтейг Шиллінг (англ. Curtis Montague Schilling; нар. 14 листопада 1966, Анкоридж, Аляска) — американський професійний бейсболіст і розробник відеоігор. Виступав у Головній лізі бейсболу за команди «Балтимор Оріолс», «Х'юстон Астрос», «Філадельфія Філліс», «Аризона Даймондбекс» і «Бостон Ред-Сокс». Він допоміг «Філліс» вийти до Світової серії у 1993 році, а у 2001 році став переможцем Світової серії з «Даймондбекс», а у 2004 і 2007 роках з «Ред Сокс». Його результат в іграх плей-офф складає 11 перемог і 2 поразки, а відсоток перемог 84,6 є рекордом МЛБ для пітчерів.
Після закінчення ігрової кар'єри він заснував компанію Green Monster Games, яка пізніше була перейменована в 38 Studios. У лютому 2012 року компанія випустила гру Kingdoms of Amalur: Reckoning, однак уже через три місяці він звільнив весь персонал через фінансові труднощі.